# 过去时
過去时（英語：past tense），或过去式，是一种语法时态，主要用来描述在过去发生的事情。

## 不同语言中的过去式

### 英語
英語中的过去时可分为以下四种:10-12,30-32：
- 一般过去时: "I was a child."
- 过去进行式: "I was crawling around."
- 过去完成时: "I hadn't worried a thing."
- 过去完成进行时: "It had been amusing since I was born."

時態的規則如下：
|             | 一般过去时   | 过去进行时 | 过去进行时     | 过去完成时 | 过去完成时     | 过去完成进行时 | 过去完成进行时 |
| ----------- | ------------ | ---------- | -------------- | ---------- | -------------- | -------------- | -------------- |
| you/we/they | 动词的过去式 | were       | 动词的现在分词 | had        | 动词的过去分词 | had been       | 动词的现在分词 |
| I/he/she/it | 动词的过去式 | was        | 动词的现在分词 | had        | 动词的过去分词 | had been       | 动词的现在分词 |

动词的过去式是一种词形变化。規則動詞的過去式是由基本形式的動詞加-d或-ed，而不規則動詞的過去式则各种各样（如see→saw, go→went, be→was/were）。有些規則和不規則的動詞過去式同時也是該動詞的过去分词。

### 日语
日语是以添加助動詞的方式表達過去時，如：
 「上週，（我）去了海邊。」
但语源上，是從古典日语表示完了或存續的助動詞音便而來的，所以實際上的功能不限於表達過去時：
 「春天來了。」（「來」的動作已經完了）
 「阿，剛剛想起來了!」（「想起」這個動作已經完了，且造成的結果，也就是記起來的狀態仍存續著）
「麻煩的問題」（問題「麻煩」的狀態仍存續著）

## 外部連結
- 4 Past Tenses Explained + Exercises （页面存档备份，存于）
- 現在式與過去式
- 簡單過去式 （页面存档备份，存于）
- be 動詞的過去式
- 超基礎文法